# Andy Kirk (muzyk)

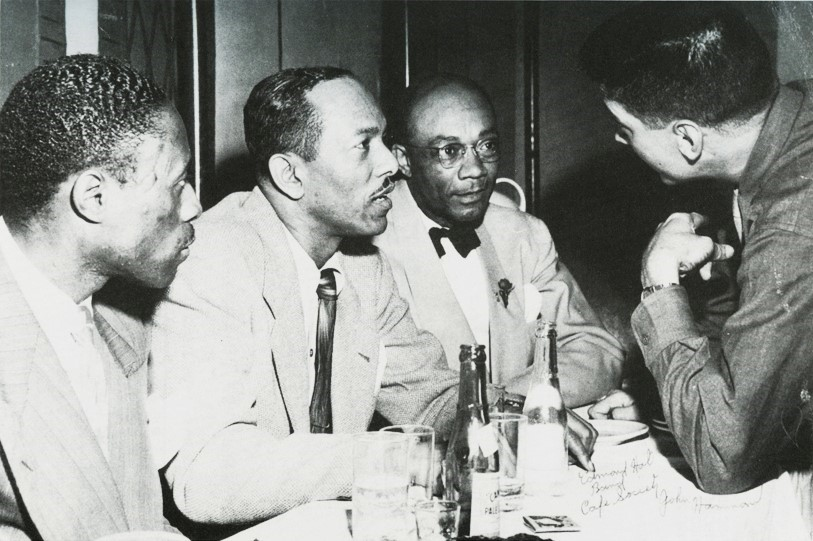
Od lewej: Joe Williams, Andy Kirk, Edmond Hall i John Hammond

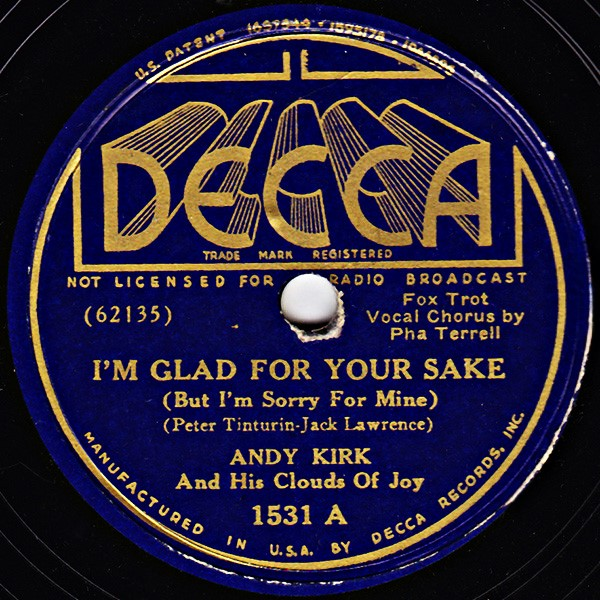
78-obrotowa płyta z utworem I’m Glad For Your Sake w wyk. orkiestry Andy’ego Kirka

Andrew Dewey Kirk (ur. 20 maja 1898 w Newport, zm. 11 grudnia 1992 w Nowy Jork) – afroamerykański muzyk jazzowy, saksofonista i bandlider. Laureat NEA Jazz Masters Award w 1991.

## Życiorys
Urodził się w Kentucky, ale wychował w Denver w Kolorado. Już jako dziecko zajmował się muzyką, ucząc się gry na kilku instrumentach. Jednym z jego nauczycieli był Wilberforce Whiteman, ojciec późniejszego bandlidera Paula. W 1918 rozpoczął pracę estradową w orkiestrze George’a Morrisona, wykonującej ówczesną muzykę popularną uzupełnioną łatwiejszymi utworami z repertuaru klasycznego. Grał w niej na saksofonie basowym i tubie. Do kariery muzyka podchodził jednak ostrożnie, gdyż przez cały czas zachowywał inną, nieartystyczną stałą posadę.
W 1925 przeniósł się do Dallas w Teksasie, gdzie dołączył do zespołu Terrence’a Holdera The Dark Clouds of Joy. W 1929 Holder, wskutek złego zarządzania finansami zespołu, został nakłoniony do odejścia. Prowadzenie orkiestry objął Kirk, żeby wkrótce przemianować ją na Andy Kirk and His Twelve Clouds of Joy, a następnie – Andy Kirk and His Clouds of Joy. Za radą bandlidera George’a E. Lee zespół z powodzeniem wziął udział w przesłuchaniach decydujących o uzyskaniu angażu w prestiżowej restauracji Pla-Mor w Kansas City w Missouri. W latach 1929–1930 grupa zagrała wiele doskonałych koncertów. Głównymi solistami byli wówczas skrzypek Claude Williams, trębacz Edgar „Puddinghead” Battle, saksofonista Dick Wilson oraz pianistka i aranżerka Mary Lou Williams, która miała duży wpływ na muzyczne oblicze i wysoki poziom orkiestry. Mimo porywających występów na estradzie, zespół w latach 1931–1935 nie nagrywał. Jednakże po przenosinach do Nowego Jorku w 1936 orkiestra szybko nagrała przebój Until the Real Thing Comes Along, który zaśpiewał Pha Terrell. Orkiestra wylansowała jeszcze takie szlagiery jak I Won’t Tell a Soul (I Love You) (1938), Take It and Git (1942) i Hey Lawdy Mama (1943), które zajmowały czołowe miejsca na listach przebojów m.in. tygodnika „Billboard”.
W 1948 rozwiązał orkiestrę i przez jakiś czas grywał jeszcze w małych zespołach. W późniejszym okresie prowadził hotel i zajmował się handlem nieruchomościami. W 1956 odbył się wspomnieniowy koncert jego orkiestry, ale prawie nikt z oryginalnego składu nie wziął w nim udziału. W latach 70. od czasu do czasu prowadził naprędce sformowane zespoły. W następnym dziesięcioleciu pracował w nowojorskim oddziale Amerykańskiej Federacji Muzyków oraz udzielał się w zborze Świadków Jehowy.
Zmarł w wieku 94. lat dotknięty chorobą Alzheimera.

## Członkowie orkiestry The Clouds of Joy
Harold „Shorty” Baker (trąbka), Edgar „Puddinghead” Battle (trąbka), Earl Bostic (saksofon altowy), Don Byas (saksofon tenorowy), Bill Coleman (trąbka), Joe Evans (saksofon altowy), Jimmy Forrest (saksofon tenorowy), Hank Jones (fortepian), Ken Kersey (fortepian), Howard McGhee (trąbka), Fats Navarro (trąbka), Charlie Parker (saksofon), Reuben Phillips (saksofon), Milt Robinson (gitara, śpiew), Ben Smith (saksofon, klarnet), Floyd Smith (gitara), Buddy Tate (saksofon tenorowy), Pha Terrell (śpiew), Ben Thigpen (perkusja), Ben Webster (saksofon), Henry Wells (puzon), Claude Williams (skrzypce), Joe Williams (śpiew), John Overton Williams (saksofon), Mary Lou Williams (fortepian), Dick Wilson (saksofon tenorowy)

## Dyskografia
- 1951 Andy Kirk and His Clouds of Joy – Souvenir Album, Vol. 1 (Coral)
- 1966 Clouds of Joy (recorded 1930) (Ace of Hearts)
- 1967 Twelve Clouds of Joy (Ace of Hearts)
- 1968 Instrumentally Speaking (1936–1942) – Andy Kirk and His Clouds of Joy (Decca)
- 1973 Andy Kirk and His 12 Clouds of Joy – March 1936 (Mainstream)
- 1991 Kansas City Bounce 1936–1940 (Black & Blue Records)
- 1993 Andy Kirk and Mary Lou Williams – Mary’s Idea (GPR)
- 2005 Andy Kirk and His Clouds of Joy – Jukebox Hits 1936–1949 (Acrobat)

Zestawienie wg dat wydania płyt

## Upamiętnienie
W 1991 został wprowadzony do Panteonu Sław Big-bandów i Jazzu (The Big Band and Jazz Hall of Fame).